# 岩井勇気
岩井 勇気（いわい ゆうき、1986年（昭和61年）7月31日 - ）は、日本のお笑いタレント、エッセイスト、司会者、俳優、歌手。お笑いコンビハライチのボケ、ネタ作り担当。相方は澤部佑。
埼玉県上尾市出身。ワタナベエンターテインメント所属。妻は女優の奥森皐月。

## 人物
- 埼玉県上尾市出身。上尾市立原市小学校、上尾市立原市中学校、埼玉県立伊奈学園総合高等学校卒業。
- 身長171cm、体重58kg[2]、B86cm/W76cm/H90cm。血液型O型[3]。
- 高校時代のあだ名はランド。
- 妹がいる。澤部曰く「顔が全く一緒」とのこと。
- 20代の頃は、おかっぱ頭が特徴であり、当時は毎月ヘッドスパに通っていた[4] が、『ピカルの定理』（フジテレビ）の企画で2度坊主にされた事がある[5]。また、木梨憲武（とんねるず）にも数回頭を刈られている。2019年「木梨の会。チャリティーフェスタボー」バンドのボーカルとして出演した際には、金髪にして登場し会場をザワつかせた。30代に入ってからは、黒髪七三分け。
- 2023年11月13日、女優の奥森皐月（当時19歳）と結婚することを発表した[6]。

### 趣味・嗜好
- 趣味はアニメ、アニソン、邦楽のライブ鑑賞、麻雀[3]。
- 特技はサッカー、フットサル、ピアノ[3]。
- 猫が好きで[7]、猫専門バラエティ番組『ねこ自慢』（BS-TBS）にてリポーターを務めた際には「ロケ番組にはこの番組（ねこ自慢）しか行きません」と述べている。犬と絶叫マシーンが苦手。
- 所有する車は、板倉俊之（インパルス）から譲り受けたレクサス。以前はトヨタ・セルシオを所有しており、所謂シャコタンにしていた[8]が、その理由は車の下に猫が入りこまないようにするため[9]。
- 中学時代は陸上部に所属（県大会出場経験あり）[10]。他に父親が監督を務めるサッカークラブに通っていた。フットサル大会で全国の3位になったこともある[11]。また父とともに、『筋肉番付』（TBSテレビ）の企画に参加し、リフティングを披露したことがある[12]。但し、スポーツ全般あまり関心がない。サッカー部だがそこまで知識が豊富ではない。
- スピッツのファンで、スピッツのグッズのTシャツを衣装として着る場合がある[13][14]。2017年にはスピッツがシングル・コレクション『CYCLE HIT 1991-2017 Spitz Complete Single Collection -30th Anniversary BOX-』をリリースした際に組まれた特別番組『スピッツ「CYCLE HIT」TV』に出演した。
- 2012年3月1日にgirugameshのライブ「東京Sadistic〜ぶっとおし13days〜」の「バンドやろうday」公演に「千葉ンド」のメンバーとして参加した。メンバーはボーカルが岩井、ギターが左迅（girugamesh）、潤（ALvino）、Ba.Shun（TOTALFAT）、Dr.松本誠治（the telephones）。ライブ後も互いのライブに遊びに行くなど交流が続いている[15]。
- 自他共に認めるアイドル好きであるが、岩井が推し宣言したアイドルやグループがことごとく脱退、引退、解散が続いた為、岩井の推し宣言は「デス推し」と呼ばれ、アイドルファンからは恐れられている[16]。
- TikTokの様な動画を撮らされるのが嫌いだという[17]。

### 芸人として
- テレビでのピンの仕事は相方の澤部と比べると多くはないが、『ゴッドタン』（テレビ東京）で、「腐り芸人」キャラを確立し、番組内の企画「マジ歌選手権」では、その時のバラエティのお笑いを風刺した歌を歌う。バラエティで番宣の売れっ子俳優のコメントにそれっぽく無理矢理に芸人がツッコむ様を「お笑い風」と称した[18]。またこのマジ歌選手権の際、「イクメンという言葉が気持ち悪い」と発言した。しかしその後岩井本人は2023年に17歳年下の女優と結婚した(先述の通り)。
- 尖ったイメージを打ち出しているが、歌ネタやリズムネタのようなポップなネタを好む[19]。ハライチとしてそうしたネタを演じることはないが、『笑×演』（テレビ朝日系）など外部にネタ提供をする際はリズムネタを書き下ろすことが多い[20]。『史上空前！！笑いの祭典 ザ・ドリームマッチ2020』（TBSテレビ）では渡辺直美とコンビを組み、「塩の魔人と醤油の魔人」というミュージカル風のコントを披露[1]。番組内での宣言通り、Twitterトレンド入りした[1]。
- 所属事務所の先輩であり、地元も同じ杉山裕之（我が家）を「息の根を止めたい人」1位に挙げている。2008年頃、同期や後輩10人程度で居酒屋で飲んでいた際、呼んでもいない杉山が乱入、和気藹々とした空気がぶち壊れた上、酒が入った杉山が、全員に説教しだし2、3時間続いた上、会計を支払わず先に帰った事、また別のある日の深夜、岩井がネタ作りをしていた際、杉山が強引に岩井を呼びつけ、ネタ作りのために帰りたい岩井を同席していた見ず知らずの女性とともに酔っ払って夜中の1時半から朝の6時まで説教し、しかも会計は割り勘にされるなどの仕打ちを受け、岩井は「この人だけは殺そう」と、別れ際に思ったといい、その怒りは「ガチのやつです」と述べている[21][22]。2019年末、我が家の公式YouTubeチャンネルの「我が家・杉山の悪口を1000個いただくまで帰れない酒場」という企画に参加。「我が家全体の問題」として、杉山だけではなく我が家3人に対して毒付いた。
- 2丁拳銃を一番面白いスタイルの漫才だと思って目標にしていた時期があった[23]。
- タレントの坂下千里子を「命の恩人」だとラジオ等で発言している。坂下は岩井が注目される以前に「岩井くんがたまにいう毒舌とか、腐った一言？　あれ、めちゃめちゃ良いよ」「あなたは本当に素晴らしいから！澤部じゃないの！あなたがいるから素晴らしいんです、ハライチは！」と岩井を褒めてくれたという[24]。『ハライチのターン！』（TBSラジオ）では、坂下の誕生日直後の放送回で「坂下千里子生誕祭スペシャル」を2019年から毎年開催している。

### アニメ関連
- 一番好きになった二次元の女性キャラクターは、『ダブルキャスト』の赤坂美月。中学の頃からこのキャラクターを上回る女性キャラはいない[25]。
- 2016年、自身の番組『ハライチ岩井勇気のアニ番』（ニコニコチャンネル）で岩井自身が企画・原案を担当した「ゲス男達を攻略できる乙女ゲーム『ゲスおと☆』」のシチュエーションCD（シナリオ：堀川ごぼこ、出演：佐和真中、浪川大輔）[26]、自身が企画・構成・脚本を担当した『岩井勇気のコントCD』（出演：石田彰、関智一）[27] を、同年冬のコミックマーケットで販売。

## 出演
岩井単独での主な出演歴。

### 現在の出演番組

#### レギュラー
テレビ
- おはスタ（2015年4月 - 、テレビ東京） - 不定期出演[注 1]
- ゴッドタン（2018年2月4日 - 、テレビ東京） - コーナーレギュラー「腐り芸人セラピー」担当[28]。
- あにめすこ〜ぷ 〜アニメを本職に見せたら聞いた事ない話が飛び出した件〜（2022年7月3日 - 、AT-X） - 徳井青空と共にMC
- キミも防災サバイバー!（2023年10月 - 、NHK Eテレ） - 宗定凱博士
- 岩井 狩野 えびちゅうの推しかるちゃー （毎日放送、2024年4月30日 - ） - MC

クイズ番組
- ネプリーグ (フジテレビ)
  - 2021年6月7日 超人気声優チーム
  - 2021年9月27日 超人気声優チーム
  - 2022年2月21日 ワタナベエンターテインメントチーム
  - 2022年5月2日 ワタナベエンターテインメントチーム

配信
- バトスピ エクストリームリーグ（YouTube） - MC
- デジモンカードバトル（YouTube）
- ハライチ岩井勇気のアニ番（ニコニコ生放送チャンネル）
- にゃ〜じっくすてーしょん（YouTube）
- SHIBUYA ANIME BASE（2024年4月19日 - 、ABEMA） - MC[29]

### 過去の出演番組

#### テレビ

##### レギュラー
- ごごたま（2015年4月7日 - 2016年3月29日、テレビ埼玉）- 火曜パーソナリティ
- HOT WAVE 熱波（2016年4月7日 - 2019年9月26日、テレビ埼玉）
- ひねくれ3 → 自慢したい人がいます〜拝啓 ひねくれ3様〜（2019年4月6日 - 2020年3月28日、テレビ東京）[30]
- Doki Doki! NHKワールド JAPAN（2019年3月31日 - 2023年3月27日、NHK総合・NHKワールド JAPAN） - AIスピーカー「シェリ」役（声の出演）
- あの子は漫画を読まない。（2020年1月 - 2021年3月、BS日テレ）
- まんが未知（2021年4月1日 - 2024年3月27日、テレビ朝日） - 花澤香菜と共にMC
- ドレスキーとコレスキー（2021年4月17日 - 2024年9月30日、テレビ埼玉） - MC[31]
- 勇者の歌声 〜魂と絆のオーディション〜（2021年10月6日 - 2021年11月30日、テレビ東京） - MC[32]

##### 特番（MCもしくはメインキャスト）
- 最強エンターテイナーGameLive「今」一番、楽しいやつは誰だ!?（2016年6月26日、テレビ東京）
- ん（2020年8月12日、NHK総合） - 謎さん 役
- 劇場版 きのう何食べた?公開記念スペシャル〜京都で愛と幸せ、探してきました〜（2021年10月23日、テレビ東京） - MC[33]
- NETAMI（2021年12月11日・18日・2022年1月8日・3月20日、日本テレビ） - MC
- イワイ・オンライン（2022年7月22日、日本テレビ）
- 事前アンケートは全部ブレーン芸人が考えました（2022年12月3日、フジテレビ） - ブレーン芸人
- 土曜RISE! 我流しか勝たん!〜生活革命新裏技〜（2022年10月8日 - 2023年3月25日、フジテレビ） - スタジオMC、隔週放送[34]
- オケカゼ〜桶屋が儲かったのはその風が吹いたからだ〜（2023年6月16日、フジテレビ）スタジオMC

#### ラジオ

##### レギュラー
- ボートレースpresents ハライチ岩井 ダイナミックなターン!（2018年3月（限定企画）、TBSラジオ）※「THE FROGMAN SHOW A.I.共存ラジオ好奇心家族」内包番組
- ハライチ岩井勇気のアニニャン!（2018年4月3日 - 2020年3月24日、TBSラジオ）
- ボートレース戸田presents ハライチ岩井 ダイナミックなターン!（2019年9月30日 -  2023年3月26日[35]、TBSラジオ） - 「プレシャスサンデー」内

#### ウェブテレビ

##### レギュラー
- Abema Game 9 アゲナイッ! マンデー（2018年1月22日 - 4月9日、AbemaTV） - MC
- バンフリ!（AbemaTV）　- MC
- 全力部活!E高（AbemaTV） - ナレーター
- 今宵、アフレコブースで。（2019年3月29日 - 2020年2月29日、TOKYO MX、WOWOWオンライン、dTV、FOD、AbemaTVほか） - 腰野巾着（コッシー） 役[36]

##### 特番（MCもしくはメインキャスト）
- 実況王（2018年2月10日、AbemaTV） - MC
- PERSONA5 the Animation 純喫茶ルブラン屋根裏放送局（2018年2月28日、AbemaTV） - MC

#### ウェブラジオ

##### 特番（MCもしくはメインキャスト）
- 田中と岩井のニャンコロトーク（2017年10月5日、ラジオクラウド） - 冠特番[37]。

### テレビドラマ
- シリーズ・江戸川乱歩短編集 満島ひかり×江戸川乱歩 第二幕「算盤が恋を語る話」（2018年12月30日、NHK BSプレミアム） - T 役
- 反骨の考古学者 ROKUJI（2019年7月6日、NHK Eテレ） - 森本六爾 役（再現ドラマ）
- 生きるとか死ぬとか父親とか（2021年、テレビ東京） - 岩井勇気（本人役） 役
- 今ここにある危機とぼくの好感度について（2021年4月24日 - 5月29日、NHK総合） - 准教授・三木谷 役
- 夜、駆ける。あの一杯まで。 第二夜（2022年3月16日、テレビ東京）- 本人 役[38]

### ウェブドラマ
- お前によろしく（2022年3月30日 - 、YouTube・TELASA）[39]

### CM
- 気がしれない FUJIROCK2018 （2018年）
- Google アプリ：ハライチ岩井さんの気になるネタ、まとめてお届け（2019年）
- パズドラ×スニッカーズ コラボキャンペーンウェブCM「毒舌」編（2020年）
- サントリー食品インターナショナル ボス「ボス カフェベース」『キッチリ夫と、テキトウ妻』シリーズ（2021年4月 - ）[40]、『「BOSS CAFE APARTMENT」篇』[41] - 伊藤沙莉と共演
- 八月のシンデレラナイン （2021年）[42]
- コープ（日本生活協同組合連合会）（2021年2月[43]、10月）
- 新潮社 エッセイ集「どうやら僕の日常生活はまちがっている」（12月6日 - 10日、12月16日） - ラジオCM[44]

### 映画
- 映画 妖怪ウォッチ シャドウサイド 鬼王の復活（2017年12月16日、東宝） - カオデカ鬼B 役（声の出演）

## 連載

### コラム
- 僕の人生には事件が起きない（『小説新潮』2018年7月号 - ）
- でもあの子、俺じゃなくて主人公のこと好きなんだよな。（『TV Bros.』2018年7月号 - ）

### 漫画原作
- ムムリン（作画：佐々木順一郎、『週刊ヤングマガジン』2021年36・37合併号[45] - 2022年36・37合併号[46]→『ヤンマガWeb』2022年8月29日[47] - 12月5日[48]、全3巻）

## 作品

### CD
- 岩井勇気のコントCD（一般発売日、2017年3月24日）
  - 企画・構成・脚本を担当
  - 出演：石田彰、関智一[27]
  - 2016年冬のコミックマーケットで販売した。
- 岩井勇気のコントCD Ⅱ（出演：下野紘・梶裕貴）
- 岩井勇気のBLコントCD（出演：白井悠介・伊東健人）
- 岩井勇気のコントCDⅢ（出演：鈴村健一・櫻井孝宏）
- 岩井勇気のコントCDⅣ（出演：鈴木達央・前野智昭）
- 私立天淵高校準星会 STARRY NIGHT（出演：森久保祥太郎）

### ゲーム
- 君は雪間に希う（Nintendo Switch専用ソフト。2021年7月29日発売。岩井が原作およびプロデューサーを担当。）[49]

### 書籍

#### 単著
- 『僕の人生には事件が起きない』（2019年9月26日、新潮社）ISBN 978-4103528814
- 『どうやら僕の日常生活はまちがっている』（2021年9月28日、新潮社）ISBN 978-4103528821
- 『この平坦な道を僕はまっすぐ歩けない』（2024年7月31日、新潮社）ISBN 978-4103528838